# Conillo
Narciso Conillo Martins (Paraná, 6 de junho de 1963), mais conhecido pelo seu nome artístico Conillo é um artista plastico brasileiro representante do abstracionismo.
Trabalhou como editor de livros de arte, com 4 livros editados, "Panorama da Arte Contemporânea",1987, "Aspectos da Pintura Moderna do Brasil", 1990, "Panorama das Artes Plásticas Luso-Brasileiras"1992 e "Guide of Art Trade", 1993. Desde 1993, dedica-se exclusivamente a pintura tendo realizado diversas exposições individuais e coletivas no Brasil e Europa. Conta também com o livro "Secret Garden", 2001,composto apenas por suas pinturas. Dentre os cursos de arte que fez, destacam - se: Escola Pan-americana de Arte em São Paulo (1981), Liceu de Artes e Ofícios em São Paulo (1984) e Curso no Museu Del Prado (1994).